# Kamienie kałowe
Kamienie kałowe (łac. coprolithiasis, ang. fecaloma, fecalith) – rzadko spotykana u ludzi, ciężka postać zaparcia, w której kał, złuszczone komórki nabłonka jelitowego i soki jelitowe tworzą twardą, odwodnioną masę. Kamienie kałowe najczęściej występują w odbytnicy i esicy.

## Objawy
Najczęstszymi objawami są: ból brzucha, zaparcie oraz biegunka z przepełnienia, czyli przeciekanie stolca o płynnej konsystencji przez zalegające masy kałowe. Rzadkimi powikłaniami może być niedokrwienie ściany odbytu, owrzodzenie ściany jelita, niedrożność jelit, krwawienie z przewodu pokarmowego, perforacja ściany przewodu pokarmowego, wgłobienie jelita i wodonercze.

## Przyczyny
Przewlekłe zaparcie, choroba Hirschsprunga, choroby psychiczne i gruźlica jelit.

## Epidemiologia
Występuje często u niektórych gatunków zwierząt, np. koni. U ludzi jest to dolegliwość rzadko spotykana. 

## Leczenie
Leki przeczyszczające, lewatywa, ręczne usunięcie z odbytnicy. O ile leczenie to jest nieskuteczne, usunięcie podczas kolonoskopii lub wyjątkowo operacja.